# Linum chaborasicum
Linum chaborasicum är en linväxtart som beskrevs av Mout.. Linum chaborasicum ingår i släktet linsläktet, och familjen linväxter. Inga underarter finns listade i Catalogue of Life.